# Städelverein
Der Städelsche Museums-Verein e.V. ist ein gemeinnütziger Verein, der am 27. Juni 1899 gegründet wurde. Er hat sich zum Ziel gesetzt, die öffentlichen Kunstsammlungen Frankfurts der Bevölkerung besser zugänglich zu machen und die Volksbildung aller interessierten Bürger zu fördern. Dieses Ziel erreicht der Verein unter anderem durch die Organisation wissenschaftlicher Vorträge und Seminare, sowie die Förderung öffentlich zugänglicher Kunstausstellungen und gezielter Publikationen. Eine besondere Verbindung pflegt der Städelsche Museums-Verein mit dem Städel Museum (Städelsches Kunstinstitut) und der Liebieghaus Skulpturensammlung in Frankfurt am Main. Diese werden vom Städelschen Museums-Verein maßgeblich gefördert und unterstützt. Die aktuelle Vorsitzende des Vereins ist seit 2006 Sylvia von Metzler. Der Verein verzeichnet laut eigenen Angaben (Stand 2023) rund 10.000 Mitglieder.

## Geschichte

### Gründung und erste Aktivitäten

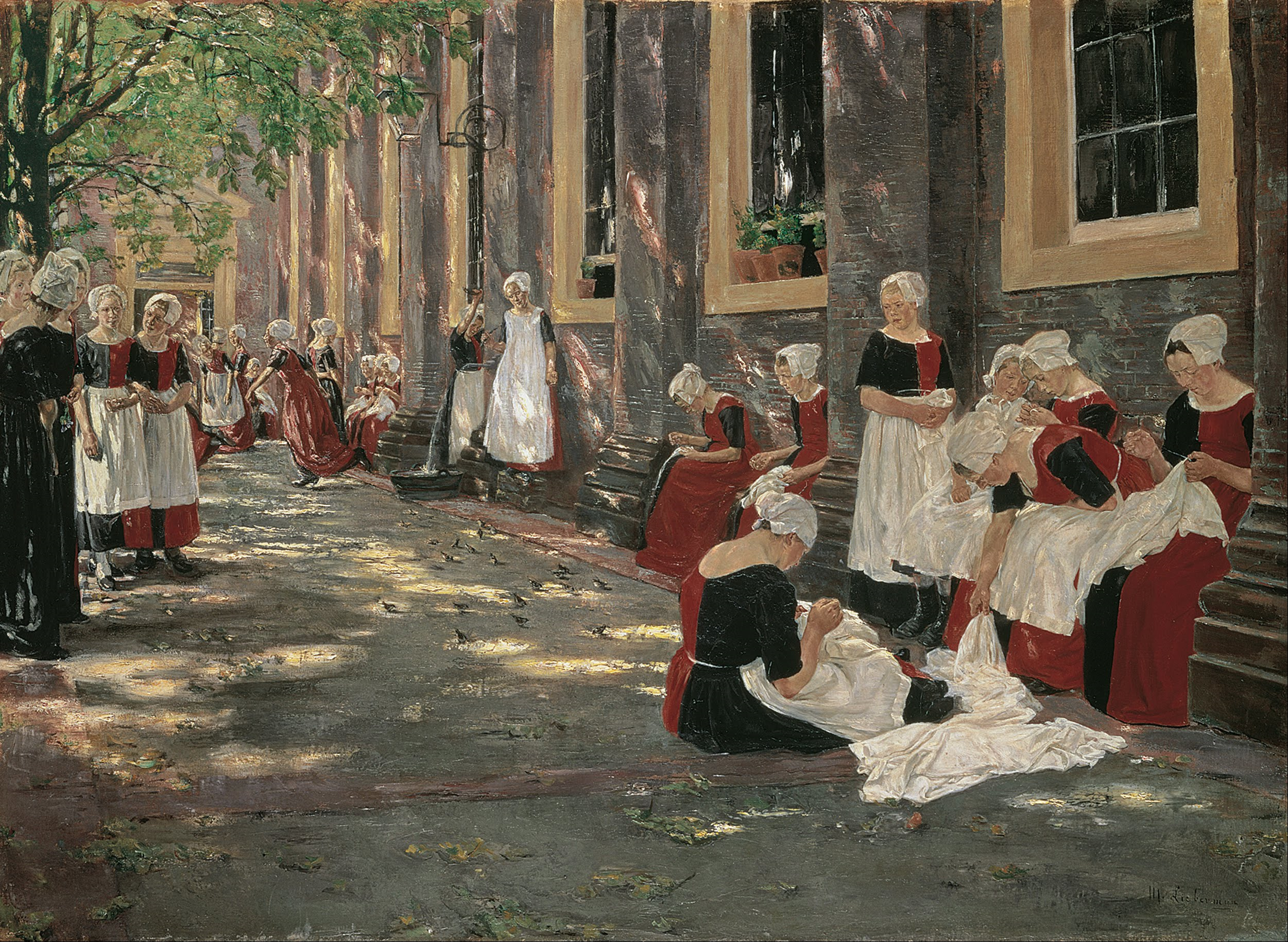
Max Liebermann, Freistunde im Amsterdamer Waisenhaus (1881–1882), Öl auf Leinwand

Unter der Führung des Verlegers der Frankfurter Zeitung, Leopold Sonnemann (1831–1909) formierte sich im wohlhabenden Großbürgertum der Stadt Frankfurt am Main ein kleiner Unterstützerkreis, der am 27. Juni 1899 den Städelschen Museums-Verein gründete, darunter Martin Flersheim. Sonnemann stand in engem Kontakt mit dem erfolgreich gegründeten Kaiser Friedrich Museums-Verein in Berlin und die dort erzielten Ergebnisse veranlassten ihn, den Städelschen Museums-Verein in Frankfurt zu gründen. Der Städelsche Museums-Verein hat sich damals zum Ziel gesetzt, die Kunstsammlung in der Stadt Frankfurt am Main und insbesondere die des Städel Museum durch gezielte Kunstankäufe zu fördern. Denn Ende des 19. Jahrhunderts reichten die Mittel des Städel Museums nicht mehr aus, um die Sammlungen und die damit verbundene Kunstschule noch nennenswert weiterzuentwickeln.
Um dies effektiv zu erreichen, wurden für damalige Zeit hohe Mitgliedsbeiträge von 200 Mark erhoben, was zur Folge hatte, dass die Mitgliederzahl zunächst klein blieb. Sonnemanns Intention bestand vor allem auch darin, die Modernisierung der Kunstsammlung des Städel Museums zu fördern. Das Städel Museum wurde so zu einem der ersten Häuser weltweit, an dem impressionistische Kunst gesammelt wurde. Sonnemann setzte sich beispielsweise 1900 gegen Widerstände persönlich dafür ein, dass erstmals ein großes Bild von Max Liebermann („Freistunde im Amsterdamer Waisenhaus“) in die Sammlung aufgenommen wurde. Vor dem Ersten Weltkrieg wurde mit Unterstützung des Vereins unter den Direktoren Ludwig Justi (1904/05) und Georg Swarzenski (seit 1906) die Abteilung der neueren französischen Kunst aufgebaut; auch am spektakulären Erwerb von Rembrandts „Die Blendung Simsons“ 1905 war der Verein maßgeblich beteiligt.

### Erster Weltkrieg und Weimarer Republik
In den ersten anderthalb Jahrzehnten des 20. Jahrhunderts entwickelte sich der Städelverein zur eigenständigen Kraft im Frankfurter Kulturleben. Der Erste Weltkrieg und die Krisenjahre der Weimarer Zeit wirkten sich wiederum allgemein dämpfend auf das bürgerliche Stiftungswesen, so auch auf die Aktivitäten des Städelschen Museums-Vereins aus. Ab 1914 wurde der Verein zu einem Spiegelbild der immer bedrückender werdenden Verhältnisse in Deutschland. Dennoch wurde eines der bedeutendsten Gemälde des Städel Museums, Hieronymus Boschs „Ecce homo“, noch während des Ersten Weltkriegs erworben. Mit der Weltwirtschaftskrise setzte eine große Austrittswelle von Mitgliedern ein.

### Zeit des Nationalsozialismus
Seit 1933 hatte der anhaltende Abgang von Mitgliedern auch politische Gründe, da das jüdische Bürgertum durch das NS-Regime immer mehr aus dem öffentlichen Leben verdrängt wurde. Das bis dahin außerordentliche Engagement des jüdischen Bürgertums endete und viele jüdische Bürger haben den Städelschen Museums-Verein verlassen, was zufolge hatte, dass dem Verein ein Großteil seiner Mitgliedersubstanz entzogen wurde. Während der NS-Zeit waren die Aktivitäten des Vereins nicht mehr nach außen gerichtet. Die Destruktion des kulturellen Lebens in Deutschland, zu dessen Bereicherung er ursprünglich angetreten war, nahm ihm schließlich die Basis seiner Existenz. 1935 kam es zur letzten Erwerbung für das Museum (Arnold Böcklins Porträt der Fanny Janauschek). Während des Krieges stellte der Verein seine Aktivitäten ein.

### Entwicklung seit Ende der 1950er Jahre: Wiederaufbau und Wachstum

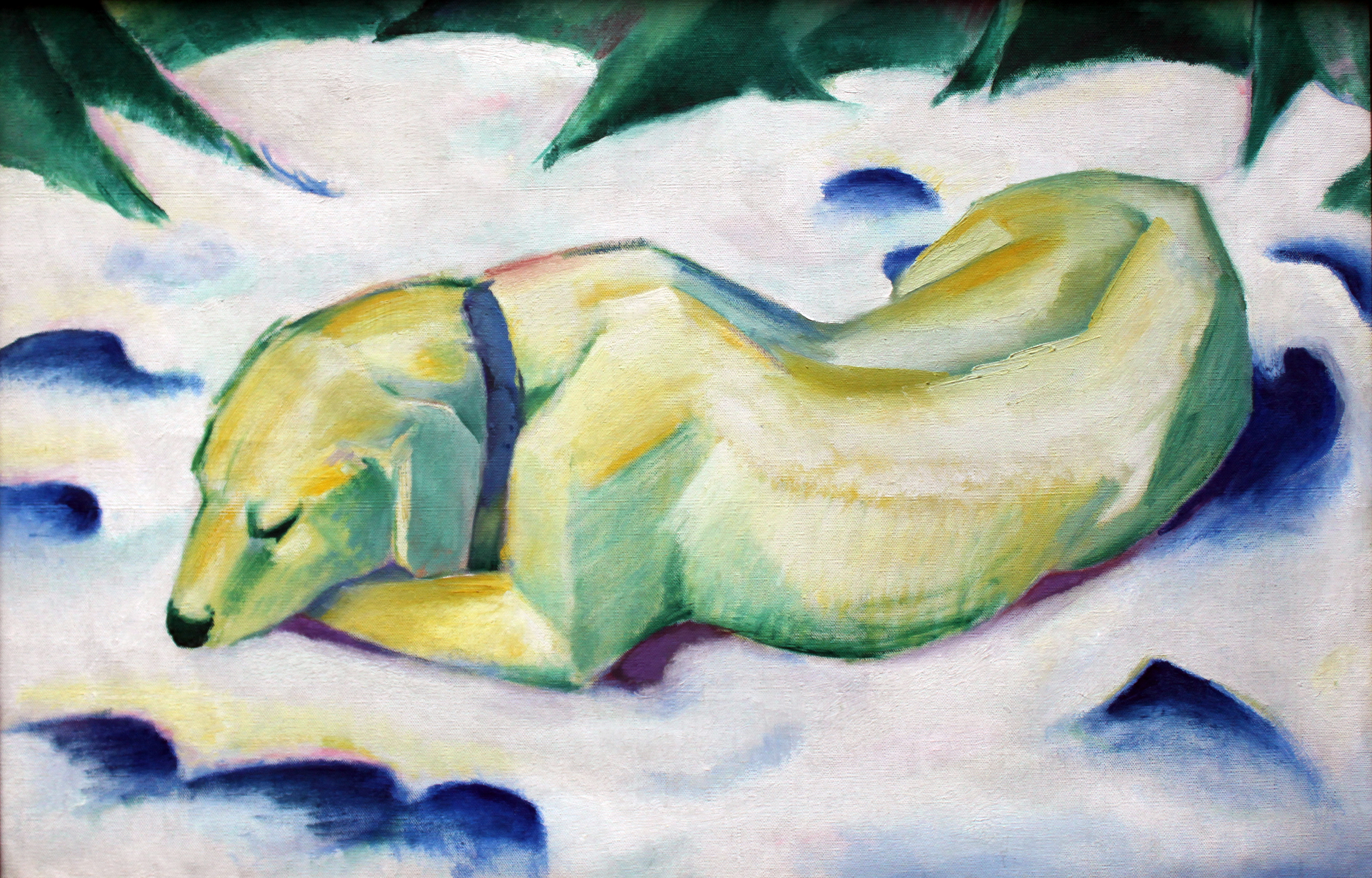
Franz Marc, Liegender Hund im Schnee (1911), Öl auf Leinwand

Ende der 1950er Jahre kam es dank der Initiative von Albert von Metzler, Alexander Rasor und weiteren engagierten Frankfurter Bürgern zu einer Wiederbelebung des Städelschen Museums-Vereins. 1959 wurde eine neue Satzung verabschiedet und ein neuer Vorstand gewählt. Auf ihre Initiative hin wurde der Verein grundlegend zu einem Bürgerverein umgestaltet, indem der Mitgliedsbeitrag nun so gesenkt wurde (20 DM), dass breite bürgerliche Kreise die Mitgliedschaft erwerben konnten. Der Verein wuchs seither kontinuierlich zu einer großen Organisation mit heute knapp unter 10.000 Mitgliedern. Ein Schwerpunkt der Erwerbungen lag in den 60er Jahren beim Wiederaufbau der Sammlung der von den Nationalsozialisten zerstörten klassischen Moderne. Darunter befand sich Franz Marcs „Liegender Hund im Schnee“, eines der beliebtesten Bilder des Städel-Publikums, das 1937 von den Nationalsozialisten beschlagnahmt worden war und 1961 wieder zurückgekauft werden konnte.
Die 1970er und 1980er Jahre waren durch einige große Erwerbungen gekennzeichnet, bei denen Kampagnen für Sonderspenden unter den Mitgliedern ausgerufen wurden. So konnte der Verein mehrere wiederaufgefundene Tafeln zum Ensemble des Elsheimer-Altars beitragen oder gemeinsam mit der Stadt Frankfurt, dem Land Hessen und der Städeladministration Watteaus „Einschiffung nach Kythera“ erwerben.

### Gegenwart
Dank des mäzenatischen Engagements von rund 10.000 Bürgern und Unternehmen zählt der Städelsche Museums-Verein heute zu einem der größten Kunstfördervereine in der deutschen Museumslandschaft. Die Kunstwerke, die seit der Gründung des Vereins erworben wurden, befinden sich in seinem Eigentum (einige in Teileigentum) und werden dem Städel Museum und dem Liebieghaus sowie einigen anderen Museen als Dauerleihgaben überlassen.

#### Kernaufgaben des Vereins
Neben dem Erwerb von Kunstwerken nahm der Verein seit seinen Anfängen auch Bildungsaufgaben wahr. Zunächst bestanden diese nur in der Veranstaltung kunstwissenschaftlicher Vorträge und wurde in den letzten Jahren sukzessive durch weitere Elemente bereichert. Beliebt sind die internationalen Kunstreisen, welche für Mitglieder des Vereins veranstaltet werden. Große Attraktivität bildet die freie Zugänglichkeit der Mitglieder nicht nur in die Sammlungen, sondern vor allem in die Ausstellungen. In den letzten Jahren wurden bei der großen Zahl der Mitglieder differenzierte Angebote für verschiedene Altersgruppen und Personenkreise entwickelt. Zu diesen Angeboten zählen unter anderem spezielle Angebote für Kinder und Familien, für junge Mitglieder, für Frauen, für internationale Frankfurter und für fördernde Mitglieder.
Neben Kunsterwerb und Bildungsprogramm fördert der Städelsche Museums-Verein seit einigen Jahrzehnten auch immer wieder bestimmte Forschungsprojekte am Städel Museum und am Liebieghaus, so etwa das Programm der wissenschaftlichen Bestandskataloge, Objektrekonstruktionen und Restaurierungsmaßnahmen. In den letzten Jahren werden die Mittel des Vereins auch für laufende Kosten des Museumsbetriebs und für Zuschüsse zu den Ausstellungen verwendet.

#### Aktuelle Entwicklungen
2007 wurde das Städelkomitee 21. Jahrhundert von Sylvia von Metzler und Max Hollein gegründet. Die Hauptaufgabe des Komitees ist es den Sammlungsbereich der Gegenwartskunst des Städel Museums gezielt auszubauen. So fördern seine Mitglieder mit viel Leidenschaft gezielt den Ankauf zeitgenössischer Kunst und leisten einen maßgeblichen Beitrag zum Ausbau dieses Sammlungsbereichs. Bis 2017 konnten 159 bedeutende Werke der Gegenwartskunst angekauft werden.
Der Städelsche Museums-Verein förderte „MAKING VAN GOGH“ (23.10.2019 – 16.2.2020), die erfolgreichste Ausstellung in der bisherigen Geschichte des Städel Museums.
2024 feiert der Städelsche Museums-Verein sein 125-jähriges Jubiläum. Den Auftakt für das Jubiläumsjahr bildet die Ausstellung „Honoré Daumier. Die Sammlung Hellwig“ (24.1.2024 – 12.5.2024): Anlässlich des Jubiläums überlässt Vorstandsmitglied Hans-Jürgen Hellwig dem Verein seine mehr als 4200 Werke umfassende Sammlung als Schenkung.

## Bedeutende Ankäufe des Städelschen Museums-Vereins

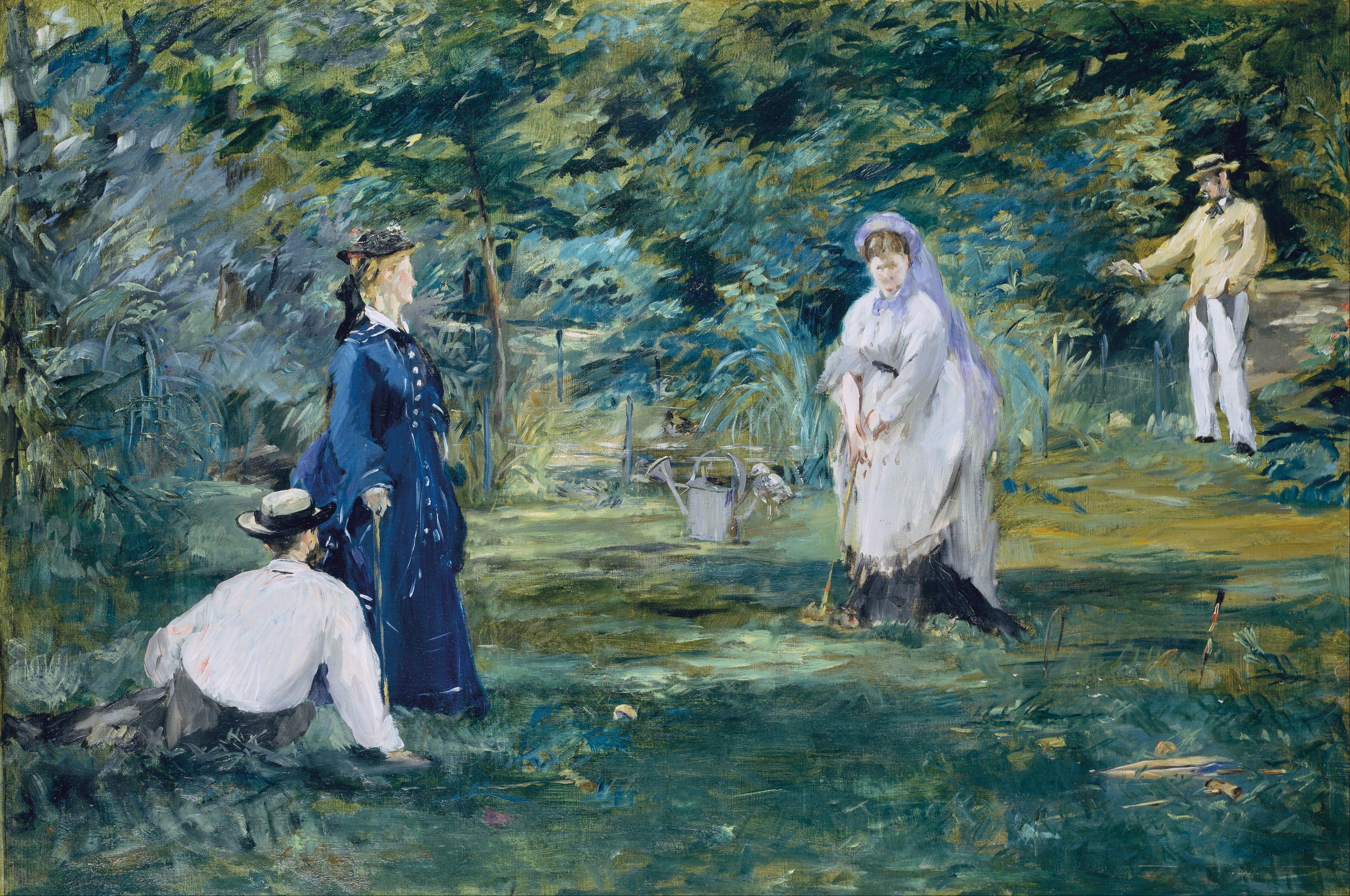
Édouard Manet, Die Krocketpartie (1873), Öl auf Leinwand

Inzwischen konnte der Städelsche Museums-Verein seit seiner Gründung mehr als 2400 Werke für das Städel Museum und die Liebieghaus Skulpturensammlung erwerben oder teilerwerben. Zu diesen Werken zählen unter anderem:
- 1900: Max Liebermann, Freistunde im Amsterdamer Waisenhaus (1881–1882), Öl auf Leinwand, Städel Museum, Frankfurt am Main, Erworben 1900, gestohlen 1945 am Auslagerungsort, rückerworben 1964, Eigentum des Städelschen Museums-Vereins e.V.[15]
- 1905: Rembrandt, Die Blendung Simsons (1636), Öl auf Leinwand, Städel Museum, Frankfurt am Main, Erworben 1905 aus Mitteln der Städelschen Stiftung, des Städelschen Museums-Vereins e.V., der Stadt Frankfurt am Main und einer Spendenaktion unter Frankfurter Bürgern[16]
- 1912: Édouard Manet, Die Krocketpartie (1873), Öl auf Leinwand, Städel Museum, Frankfurt am Main, Erworben 1912, Eigentum des Städelschen Museums-Vereins e.V.[17]
- 1919: Franz Marc, Liegender Hund im Schnee (1911), Öl auf Leinwand, Städel Museum, Frankfurt am Main, Erworben 1919, beschlagnahmt 1937, rückerworben 1961, Eigentum des Städelschen Museums-Vereins e.V.[18]
- 1951: Otto Dix, Die Familie des Künstlers (1927), Öl auf Holz, Städel Museum, Frankfurt am Main, Erworben 2011 mit Unterstützung der Kulturstiftung der Länder und der Hessischen Kulturstiftung, Eigentum des Städelschen Museums-Vereins e.V.[19]
- 1973: Jean-Baptiste Siméon Chardin, Stillleben mit Rebhuhn und Birne (1748), Öl auf Leinwand, Städel Museum, Frankfurt am Main, Erworben 1973 durch eine Spendenaktion des Städelschen Museums-Vereins e.V. zum Andenken an Ernst Holzinger, Eigentum des Städelschen Museums-Vereins e.V.[20]
- 1967: Pablo Picasso, Bildnis Fernande Olivier (1909), Öl auf Leinwand, Städel Museum, Frankfurt am Main, Erworben 1967, Eigentum des Städelschen Museums-Vereins e.V.[21]
- 2007: Daniel Richter, Horde (2007), Öl auf Leinwand, Städel Museum, Frankfurt am Main, Erworben 2007 aus Mitteln des Städelkomitees 21. Jahrhundert, Eigentum des Städelschen Museums-Vereins e.V.[22]
- 2008: Felix Vallotton, Blonder Akt (1921), Öl auf Leinwand, Städel Museum, Frankfurt am Main, Erworben 2008, Eigentum des Städelschen Museums-Vereins e.V.[23]
- 2013: Hans Hofmann, Rote Parabel (1964), Öl auf Leinwand, Städel Museum, Frankfurt am Main, Erworben aus Mitteln des Städelkomitees 21. Jahrhundert und The Renate, Hans und Maria Hofmann Trust[24]
- 2014: Konrad Klapheck, Der Gesetzgeber (1969), Öl auf Leinwand, Städel Museum, Frankfurt am Main, Erworben aus Mitteln des Städelkomitees 21. Jahrhundert[25]
- 2014: Guido Reni, Himmelfahrt Mariens (ca. 1598 – 1599), Öl auf Kupfer, Städel Museum, Frankfurt am Main, Erworben 2014 mit großzügiger Unterstützung von I. Biermann, Fritz und Waltraut Mayer, Dieter und Ingrid Seydler sowie weiterer Spender, Eigentum des Städelschen Museums-Vereins e.V.[26]
- 2015: Jessica Stockholder, #358 (2001), Mixed Media, Städel Museum, Frankfurt am Main, Erworben 2015 aus Mitteln des Städelkomitees 21. Jahrhundert, Eigentum des Städelschen Museumsvereins e.V.[27]
- 2015: Helene Schjerfbeck, Mädchen mit blondem Haar (1916), Öl auf Leinwand, Städel Museum, Frankfurt am Main, Eigentum des Städelschen Museums-Vereins e.V., Erworben 2015 mithilfe zahlreicher Spenden und Beiträge sowie mit einer Unterstützung von W. Winterstein[28]
- 2015: Barbara Klemm, Richard Serra, Paris (2006), Silbergelatine-Abzug, Barytpapier, Städel Museum, Frankfurt am Main, Eigentum des Städelschen Museums-Vereins e.V.[29]
- 2015: Christa Dichgans, Flipper (1969), Öl auf Leinwand, Städel Museum, Frankfurt am Main, Eigentum des Städelschen Museums-Vereins e.V.[30]
- 2016: Frank Stella, Cieszowa III (1973), Acryl, Stoff, Filz und Leinwand auf einer Konstruktion aus Spanplatten und Karton, Städel Museum, Frankfurt am Main, Erworben 2016 aus Mitteln des Städelkomitees 21. Jahrhundert, Eigentum des Städelschen Museums-Vereins e.V.[31]
- 2016: Julian Schnabel (* 1951), Anh (1988), Städel Museum, Frankfurt am Main, Erworben 2016 aus Mitteln des Städelkomitees 21. Jahrhundert, Eigentum des Städelschen Museumsvereins e.V.[32]
- 2016: Richard Oelze (1900–1980), Archaisches Fragment, 1935, Öl auf Leinwand, Städel Museum, Frankfurt am Main, Gemeinsames Eigentum des Städelschen Museums-Vereins e. V. und des Städel Museums, Erworben mit Unterstützung der Kulturstiftung der Länder sowie einem Zuschuss der Kurt und Marga Möllgaard-Stiftung[33]
- 2016: Mary Heilmann, The Red Square, (1978) Acryl und Latex auf Leinwand, Städel Museum, Frankfurt am Main, Erworben 2016 aus Mitteln des Städelkomitees 21. Jahrhundert, Eigentum des Städelschen Museums-Vereins e.V.[34]
- 2016: Daniel Buren, Chemin: Les Portes (1985), Siebdruck auf Stoff, Holz und Farbe, Städel Museum, Frankfurt am Main, Erworben 2016 aus Mitteln des Städelkomitees 21. Jahrhundert, Eigentum des Städelschen Museums-Vereins e.V.[35]
- 2016: Abraham Bloemaert, Moses schlägt Wasser aus dem Fels (1611), Öl auf Holz, Städel Museum, Frankfurt am Main, Erworben 2016 mit Mitteln eines privaten Spenders, Eigentum des Städelschen Museums-Vereins e.V.[36]
- 2016: John Baldessari, Movie Scripts / Art: ...One must act quickley... (2014) Gefirnisster Tintenstrahldruck mit Acrylfarbe auf Leinwand, Städel Museum, Frankfurt am Main, Erworben 2016 mit Mitteln von Friedrich von Metzler und der Walter und Katharina Fabian-Stiftung, Eigentum des Städelschen Museums-Vereins e.V.[37]
- 2017: Frank Auerbach (1931–2024), Self-Portrait (2017), Grafit auf Papier, Städel Museum, Frankfurt am Main, Erworben 2017 mit Mitteln der Jürgen R. und Eva-Maria Mann Stiftung, Eigentum des Städelschen Museums-Vereins e.V.[38]
- 2019: Wilhelm Morgner, Astrale Komposition VI (1912), Öl auf Malkarton, auf Hartfaserplatte aufgezogen, Städel Museum, Frankfurt am Main, Erworben 2019 mit Mitteln von Volker Westerborg, Eigentum des Städelschen Museums-Vereins e.V.[39]
- 2020: Max Beckmann, Selbstbildnis mit Sektglas (1919), Öl auf Leinwand, Städel Museum, Frankfurt am Main, Erworben 2020 mit Fördermitteln der Beauftragten der Bundesregierung für Kultur und Medien, und mit Unterstützung der Kulturstiftung der Länder sowie privater Spenden, Gemeinsames Eigentum mit dem Städelschen Museums-Verein e.V. und der Ernst von Siemens Kunststiftung[40]
- 2021: Andreas Mühe, Unterm Baum (2008), Pigmentdruck, Städel Museum, Frankfurt am Main, Erworben 2021 aus Mitteln des Städelkomitees 21. Jahrhundert, Eigentum des Städelschen Museums-Vereins e.V.[41]
- 2021: Mary Ellen Best, Der Italiener-Saal im alten Städelschen Kunstinstitut an der Neuen Mainzer Straße, (1838–39), Aquarell- und Deckfarben, teilweise mit Gummi Arabicum gehöht, und Grafitstift auf Vergépapier, Städel Museum, Frankfurt am Main, Erworben 2021, Eigentum des Städelschen Museums-Vereins e.V.[42]
- 2021: Leiko Ikemura, Floating Face (2009), Tempera auf Leinwand, Städel Museum, Frankfurt am Main, Erworben 2021 aus Mitteln des Städelkomitees 21. Jahrhundert, Eigentum des Städelschen Museums-Vereins e.V.[43]
- 2021: Heinrich Hoerle, Vordermann (1932), Wachskreiden auf festem Velinpapier, Städel Museum, Frankfurt am Main, Erworben 2021 mit Unterstützung einer privaten Spende, Eigentum des Städelschen[44]
- 2022: Hanna Nagel, o.T. (Die ganz alte Frau) (1927), Grafit, schwarzer Farbstift und Aquarell auf festem, bräunlichem Velinpapier, Städel Museum, Frankfurt am Main, Erworben 2022, Eigentum des Städelschen Museums-Vereins e.V.[45]

## Die Vorsitzenden des Vereins
- Leopold Sonnemann 1899–1906
- Adolf Varrentrapp 1906–1908
- Ludwig Neher 1908–1916
- Adolf Varrentrapp 1916
- Wilhelm von Meister 1917–1932
- Eduard Beit von Speyer 1932–1933
- Georg Hartmann 1933 bis zur Einstellung aller Vereinsaktivitäten während des Zweiten Weltkriegs
- Helmuth Achterath 1959–1971
- Carl von Mengden 1971–1979
- Alfred Mauritz 1979–2006
- Sylvia von Metzler, seit 2006